# Liga Profesional de Fútbol Femenino
La Liga Profesional de Fútbol Femenino (LPFF), conocida comercialmente como Liga F, es una asociación deportiva integrada por los clubes y las sociedades anónimas deportivas que participan en las categorías profesionales de la liga española de fútbol femenino, esto es, la Primera División Femenina. Fue creada en 2021 y forma parte de la Real Federación Española de Fútbol (RFEF) aunque tiene personalidad jurídica propia y goza de autonomía para su funcionamiento, al igual que hace su homóloga masculina, la Liga Nacional de Fútbol Profesional (LaLiga), que es su agente comercial.
Su principal función, además de defender los intereses de sus asociados, es la organización de la Primera División de Fútbol Femenino, en coordinación con la Federación Española (RFEF). El Campeonato Nacional de Liga solo ha sido interrumpido en diferentes ocasiones, en 2020, debido a la pandemia por el coronavirus (COVID-19), cuando quedaron suspendidas las competiciones entre el 9 de marzo y el 11 de junio de 2020, tras reanudarse a puerta cerrada y sin público.

## Historia
Tras muchos años en una constante reivindicación sobre la posible profesionalización del futbol femenino, al final se lleva dando a cabo en concreto la Primera División o Liga ELLAS, todo esto gracias a las reivindicaciones de la Asociación de Clubes de Fútbol Femenino (ACFF), creada por LaLiga, actualmente es un organismo se podría decir, dentro de la Liga Profesional de Fútbol Femenino[cita requerida]. A día de hoy las relaciones entre LaLiga y sus homólogos (LNFS y LPFF), pasan por un momento nefasto con la RFEF. Por temas como, la gestión del FS, con la disputa con la LNFS (homóloga de LaLiga, pero en FS), en futbol masculino, con bastantes discrepancias y como decimos en futbol femenino, LPFF ACFF y la RFEF, con problemas como calendario, organización, criticas a la gestión, entre otras. Tras esto se llegó un acuerdo con LaLiga, quedará como su agente comercial, que buscará apellido comercial a la competición y venderá las licencias comerciales de la competición.

El martes 6 de septiembre de 2022 la LPFF presentará su imagen y su nueva web.